# 神仙 (香港演员)
神仙，本名余袁穩（英語：San Sin，1943年—2023年），香港演员。

## 生平
12岁就开始习武，之后加入邵氏，并在邵氏电影中的担任武术指导等职务，因为曾是刘家良的师兄弟，所以之后加入刘家班，并且也是唐季禮導演的師傅。
之后又在邵氏公司減產後轉到TVB電視台工作，并因此認識杜琪峯。
最廣為人知的角色就是2005年電影《黑社會》中的「龍根叔」，以及《破坏之王》中的武师。
在息影后经营一家古董店。
其最后一次出演的作品，是2020年上映的电影《龍虎武師》。
之后在2023年8月17日去世，享年80岁。

## 资料来源
1. ↑  .   [2024-01-31]. （原始内容存档于2024-01-31）.
2. ↑  .   [2024-01-31]. （原始内容存档于2024-01-31）.
3. ↑  .   [2024-01-31]. （原始内容存档于2024-01-31）.
4. ↑  .   [2024-01-31]. （原始内容存档于2023-08-21）.
5. ↑  .   [2024-01-31]. （原始内容存档于2024-01-31）.
6. ↑  .   [2024-01-31]. （原始内容存档于2024-01-31）.
7. ↑  .   [2024-01-31]. （原始内容存档于2024-01-31）.

## 外部連結
- 神仙在互联网电影资料库（IMDb）上的資料（英文）
- 神仙在香港影庫上的簡介
- 神仙在豆瓣上的资料（简体中文）